# Hotchkiss

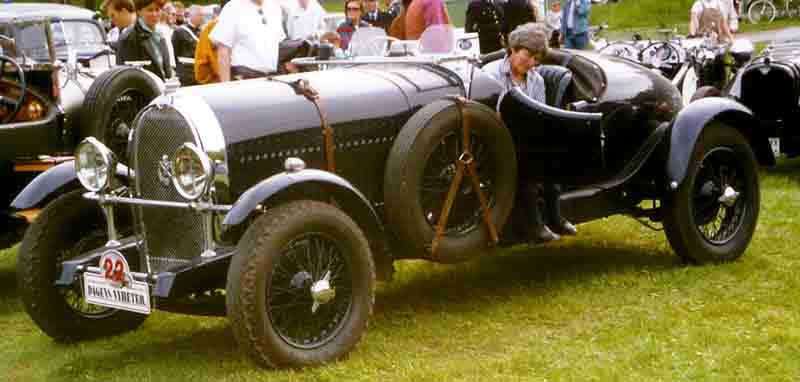
Hotchkiss 1931.

Hotchkiss var en fransk vapen- och fordonstillverkare verksam från 1867. Som biltillverkare verkade Hotchkiss i Saint-Denis mellan 1903 och 1955.

## Historia
Hotchkiss et Cie var en vapentillverkare som grundats av den amerikanske ingenjören Benjamin B. Hotchkiss 1867. Med tiden blev företaget underleverantör till den växande franska bilindustrin, innan man 1903 presenterade sin första egna, fyrcylindriga bil. Hotchkiss var pionjärer för det system för bilens framdrift som kallas Hotchkiss-drivning och som skulle dominera tills framhjulsdriften slog igenom på allvar. Motorns vridmoment överförs här till drivhjulen genom en öppen kardanaxel med en kardanknut i vardera änden till bakaxelns differentialväxel och tas upp via axelns längsgående bladfjädrar.
Under första världskriget var det återigen vapen som var Hotchkiss huvudprodukt. I slutet av 1920-talet kom den sexcylindriga AM80, som skulle ha en stor påverkan på Hotchkiss modellprogram för lång tid framöver. Sportversionerna av Hotchkiss sexor blev framgångsrika inom bilsporten och märket vann Monte Carlo-rallyt sex gånger mellan 1932 och 1950. 1937 genomfördes en sammanslagning med Amilcar. 
Efter andra världskriget återupptog Hotchkiss tillverkningen av sina förkrigsmodeller, men företagets begränsade resurser räckte bara till lätta uppdateringar 1949 och 1951. Företagets sista modell, Hotchkiss-Grégoire, var konstruerad av Jean-Albert Grégoire. Det var en lätt konstruktion, till stora delar byggd i aluminium, med fyrcylindrig boxermotor och framhjulsdrift. Tyvärr led den av svåra utvecklingsproblem och Hotchkiss byggde inte fler än 250 exemplar innan fabriken stängde 1952. 1954 gick man samman med konkurrenten Delahaye, men man lyckades inte få igång tillverkningen av personbilar igen. Istället tillverkades Jeep på licens och det sammanslagna Hotchkiss-Delahaye koncentrerade sig på tyngre fordon. Den sista lastbilen med namnet Hotchkiss byggdes i början av 1970-talet.

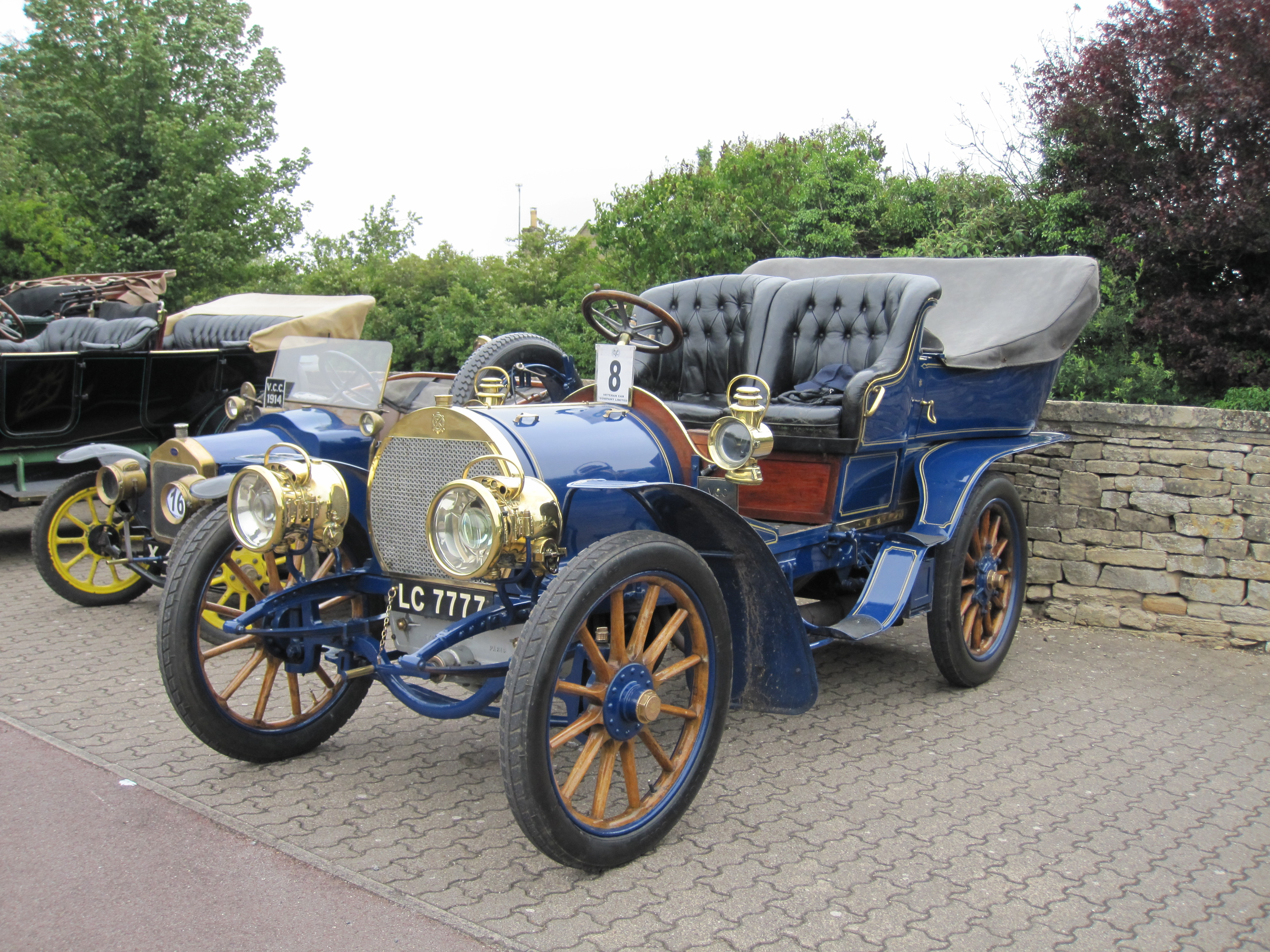
Hotchkiss 20CV
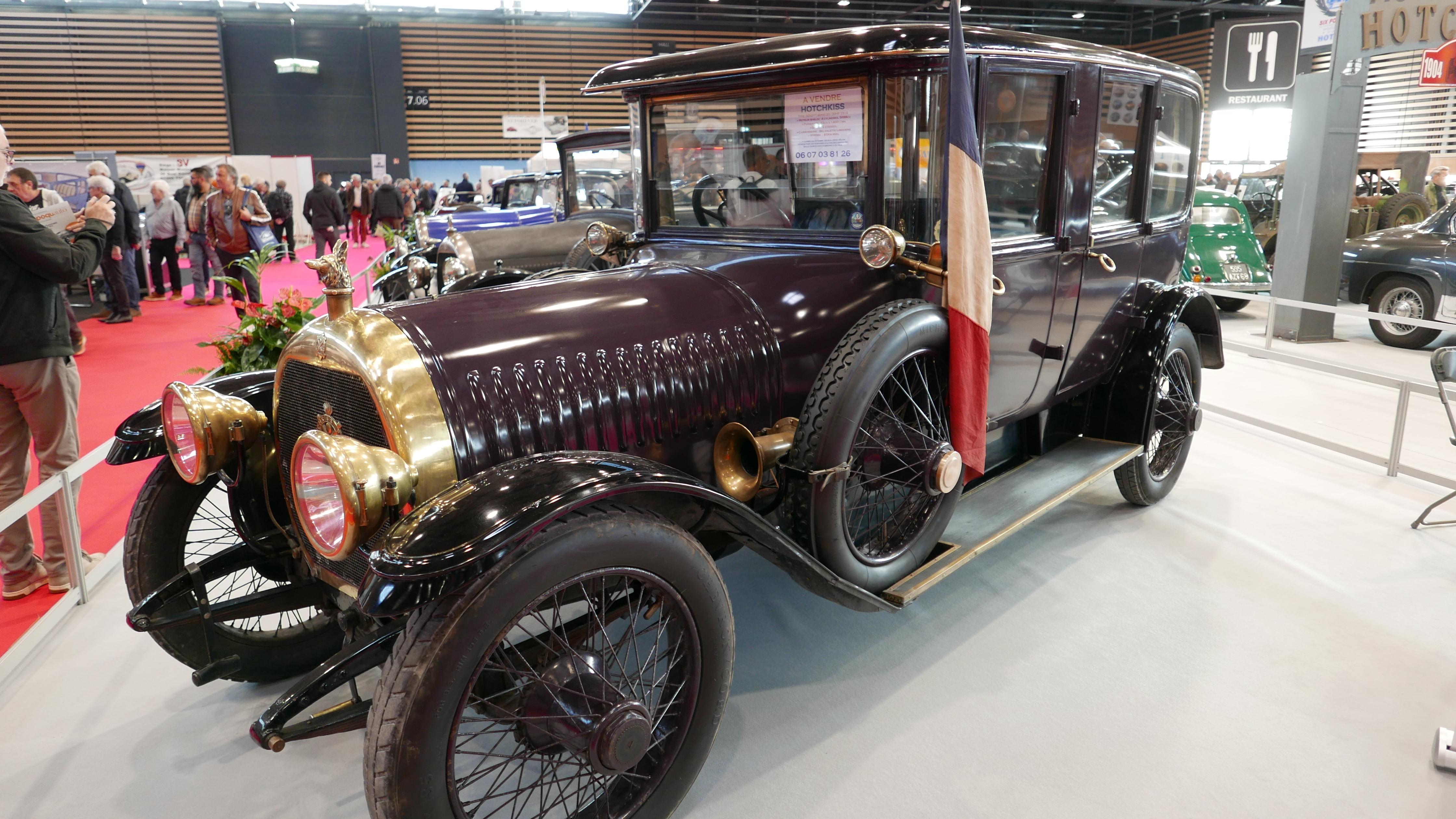
Hotchkiss AD
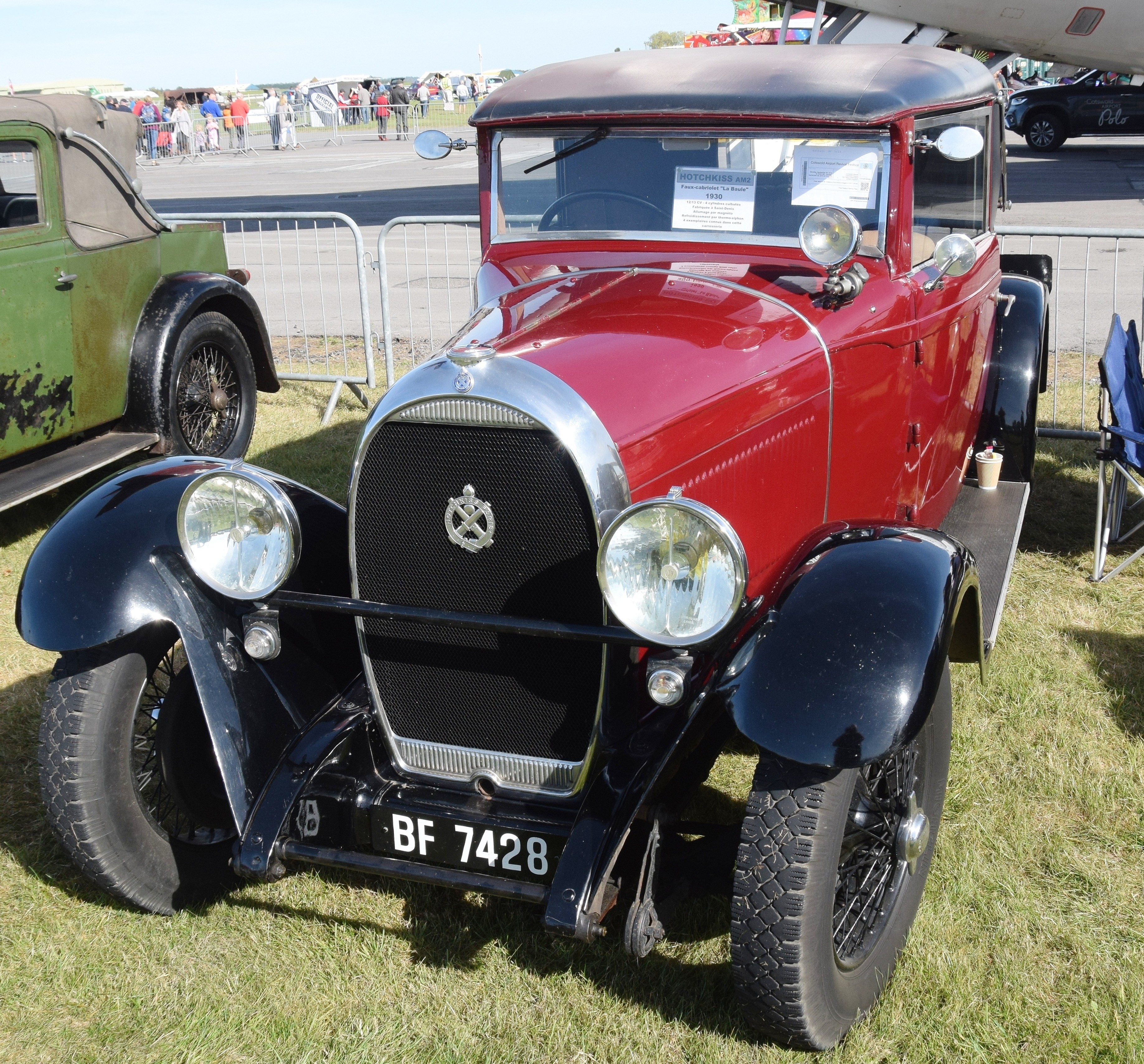
Hotchkiss AM2
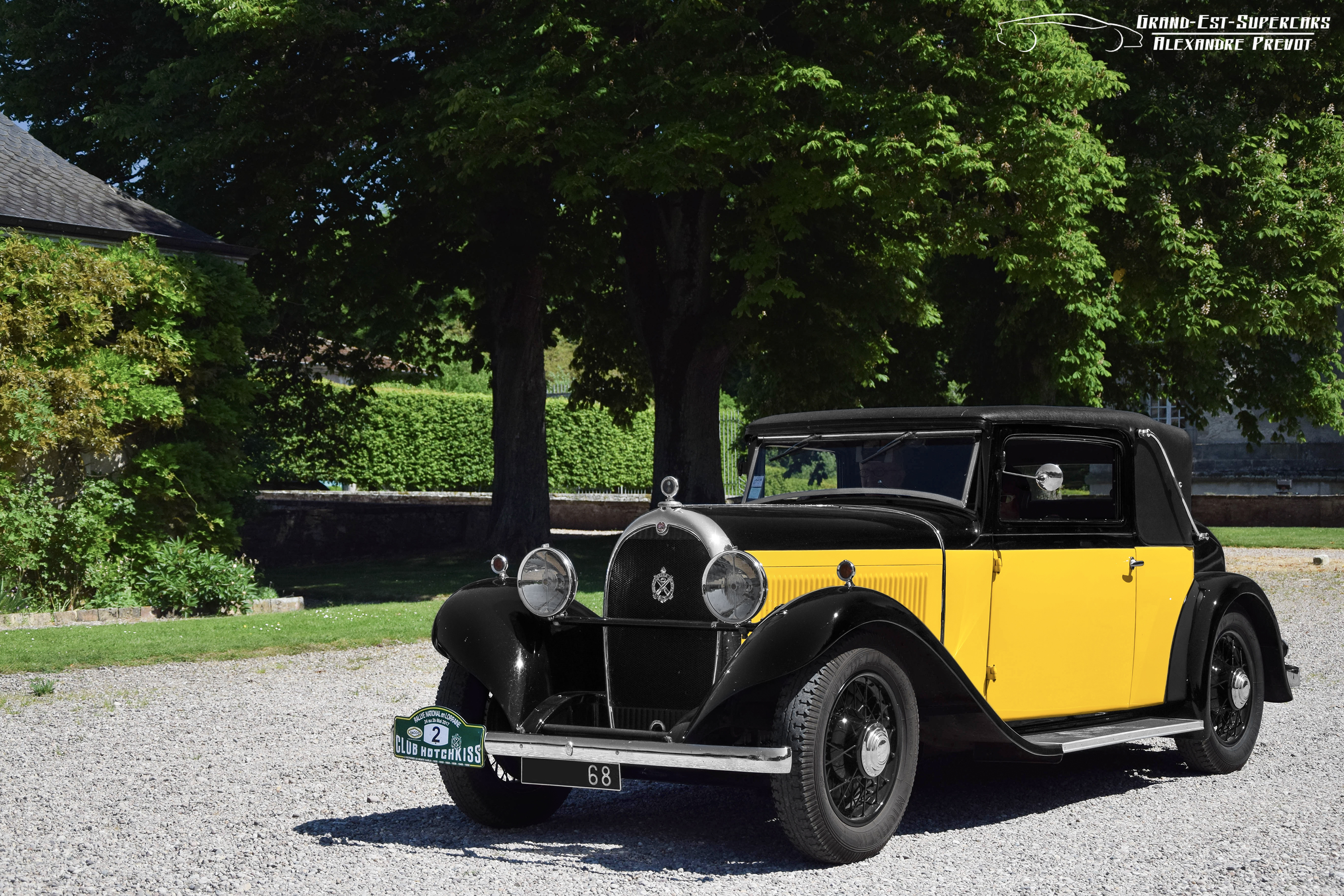
Hotchkiss AM80
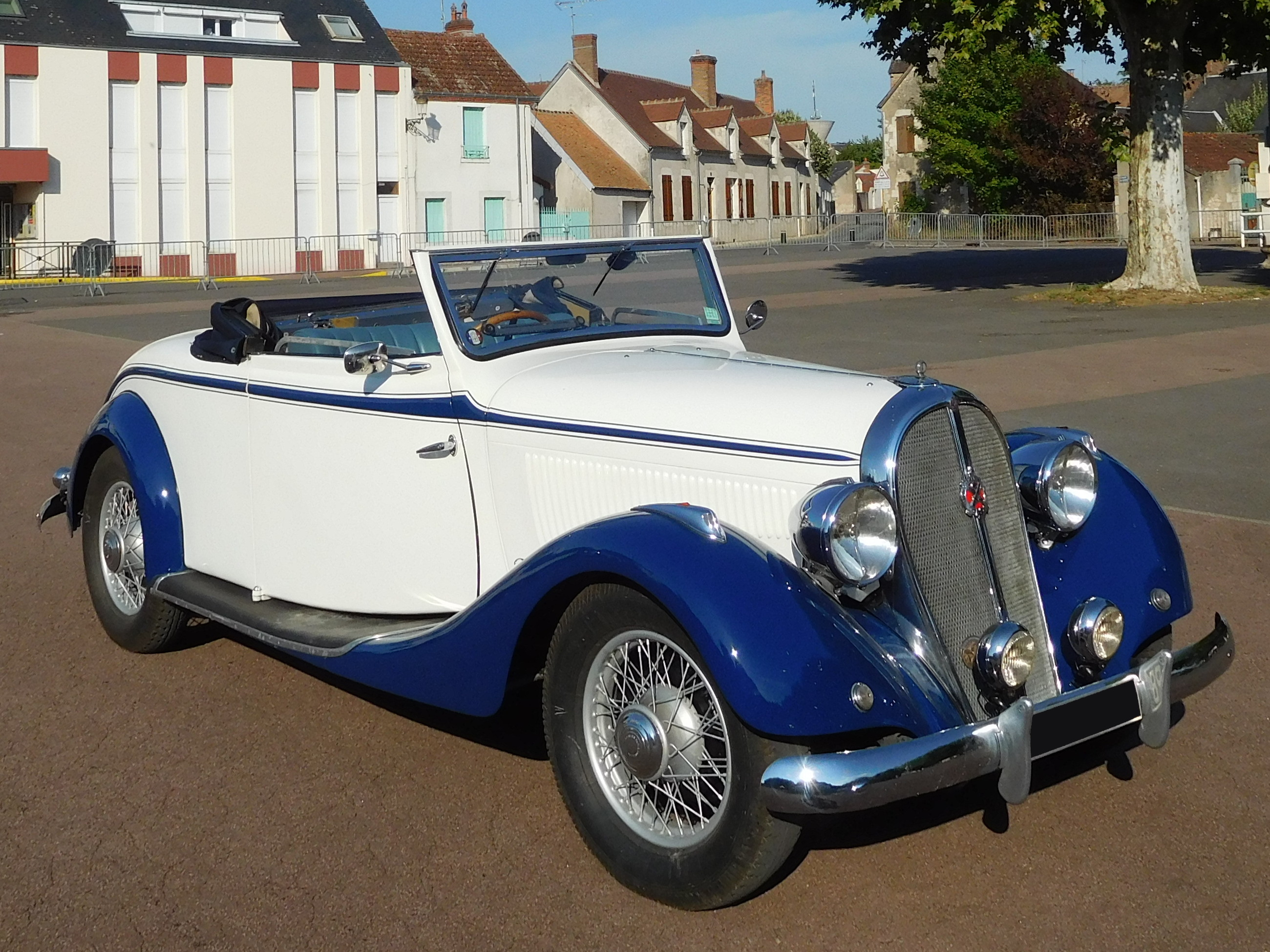
Hotchkiss 617 Roadster Hossegor
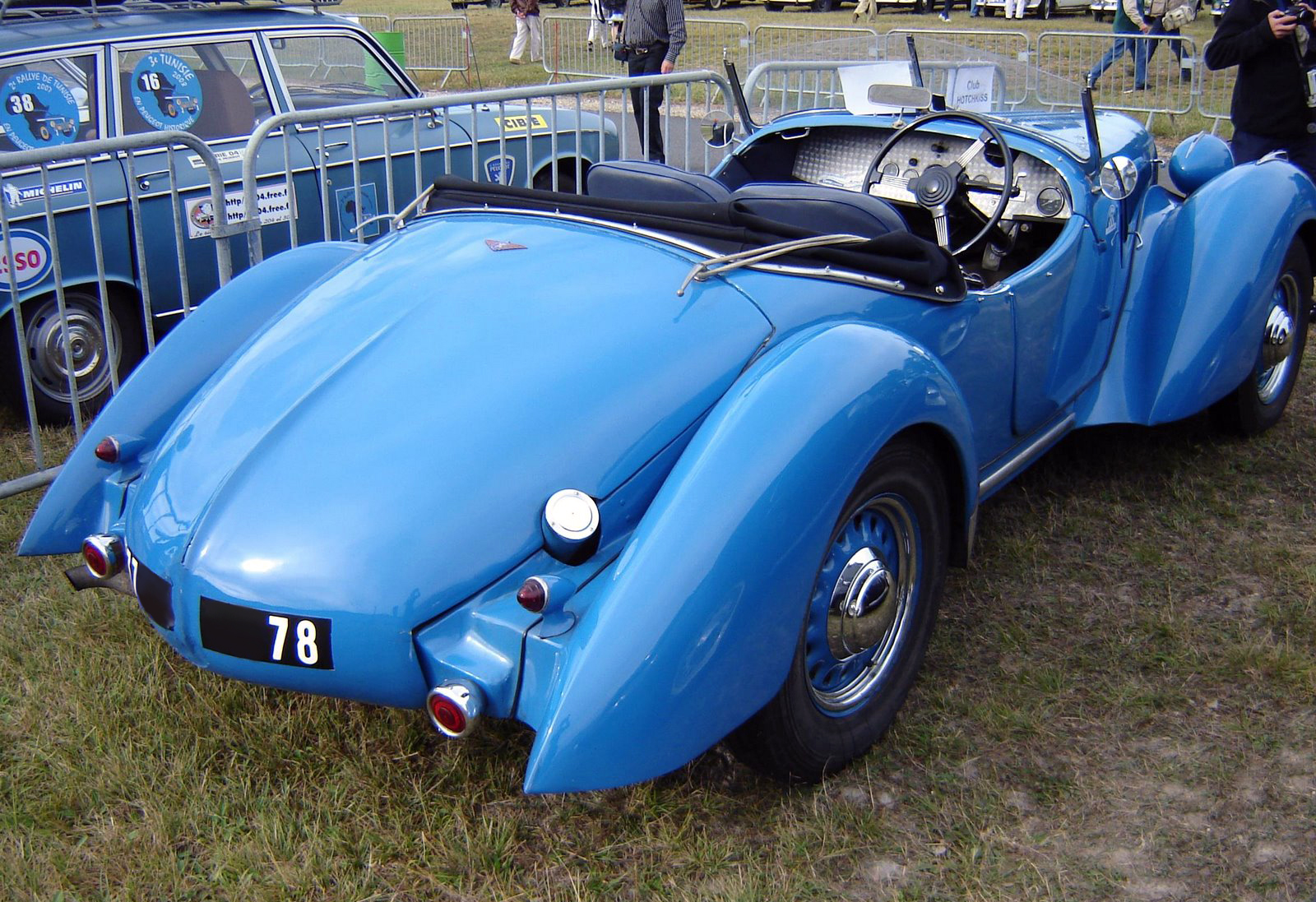
Hotchkiss 864 Roadster
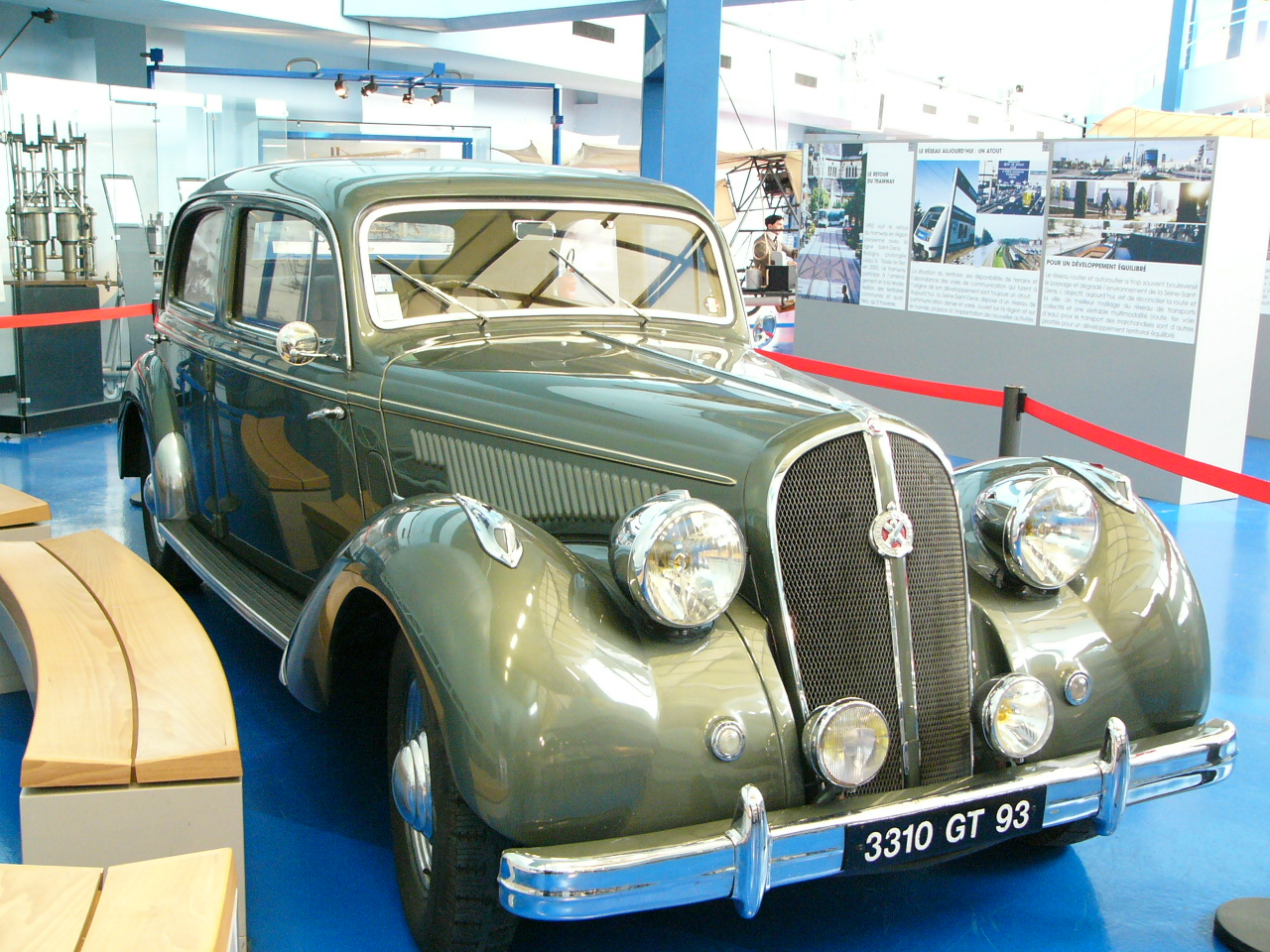
Hotchkiss 686
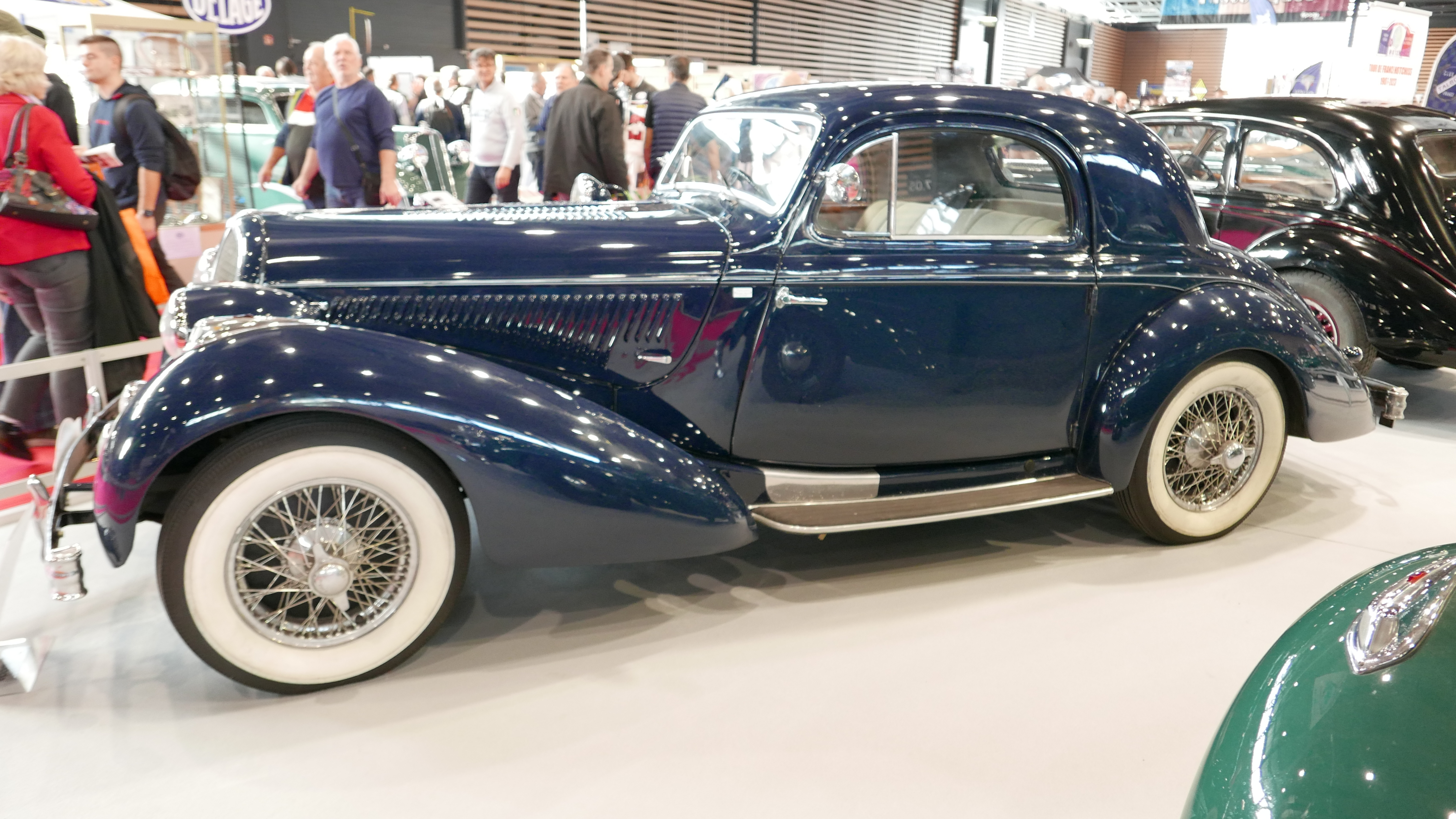
Hotchkiss 686 GS
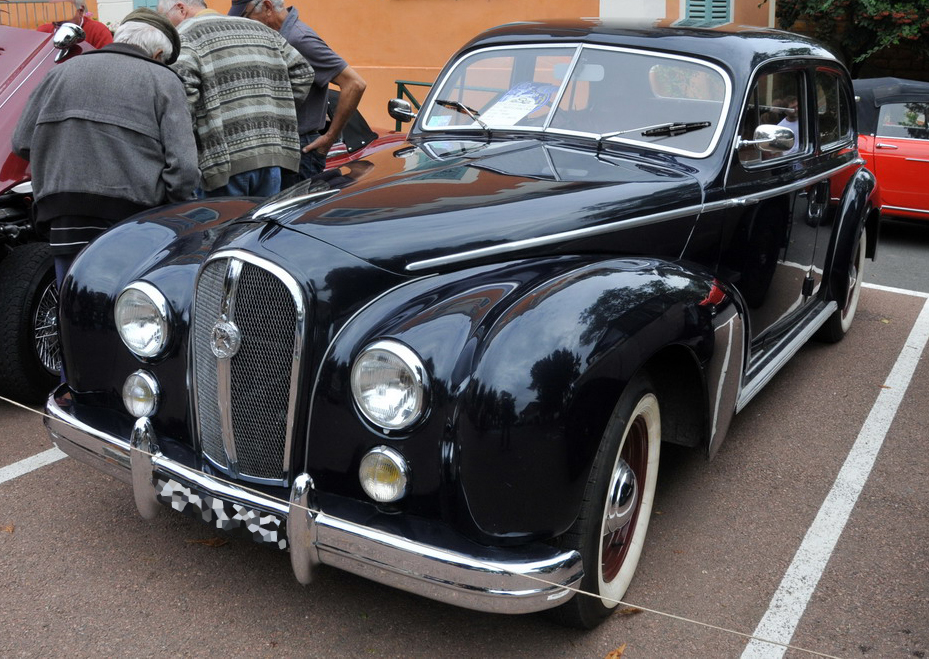
Hotchkiss Anjou
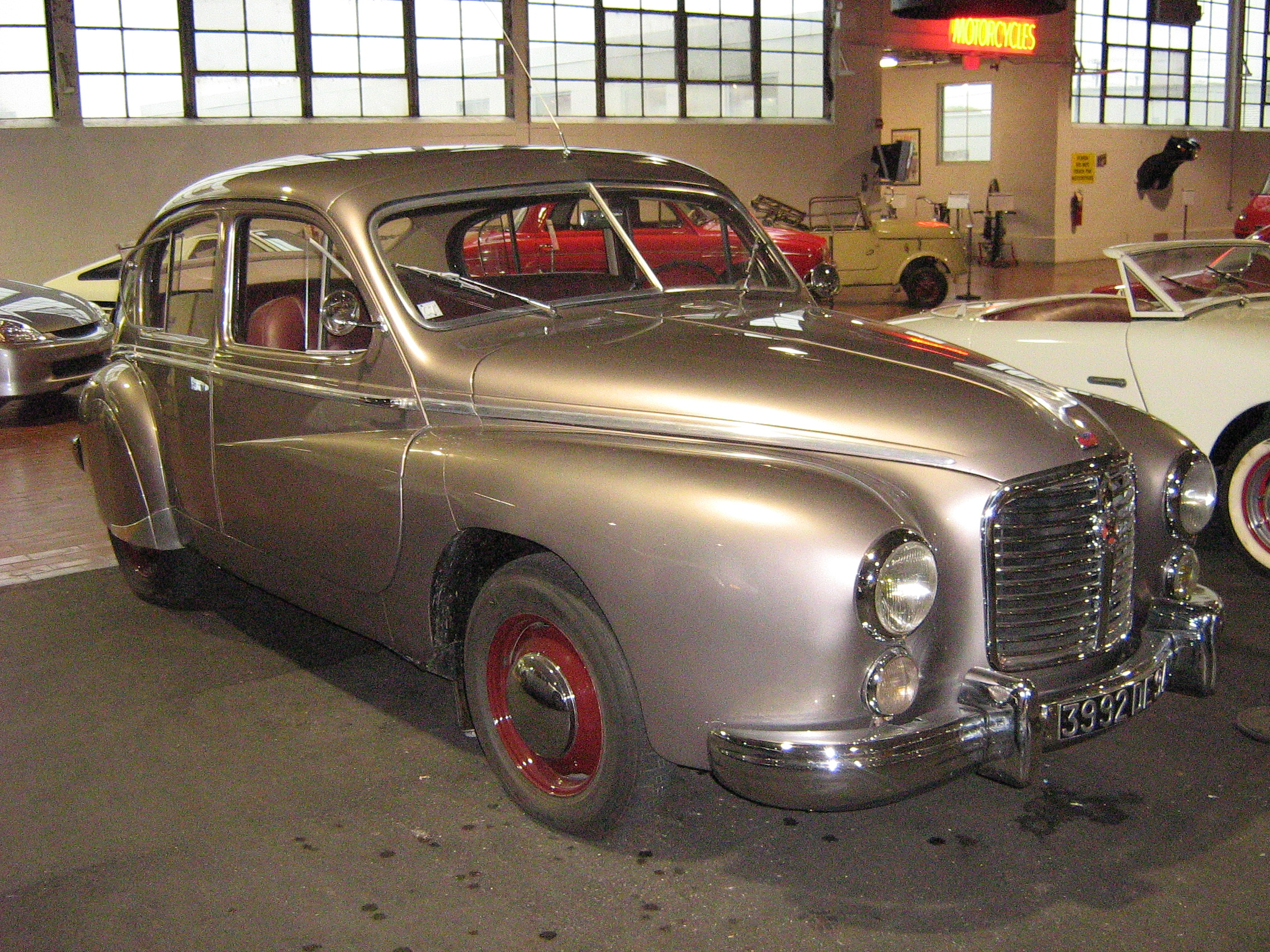
Hotchkiss Grégoire
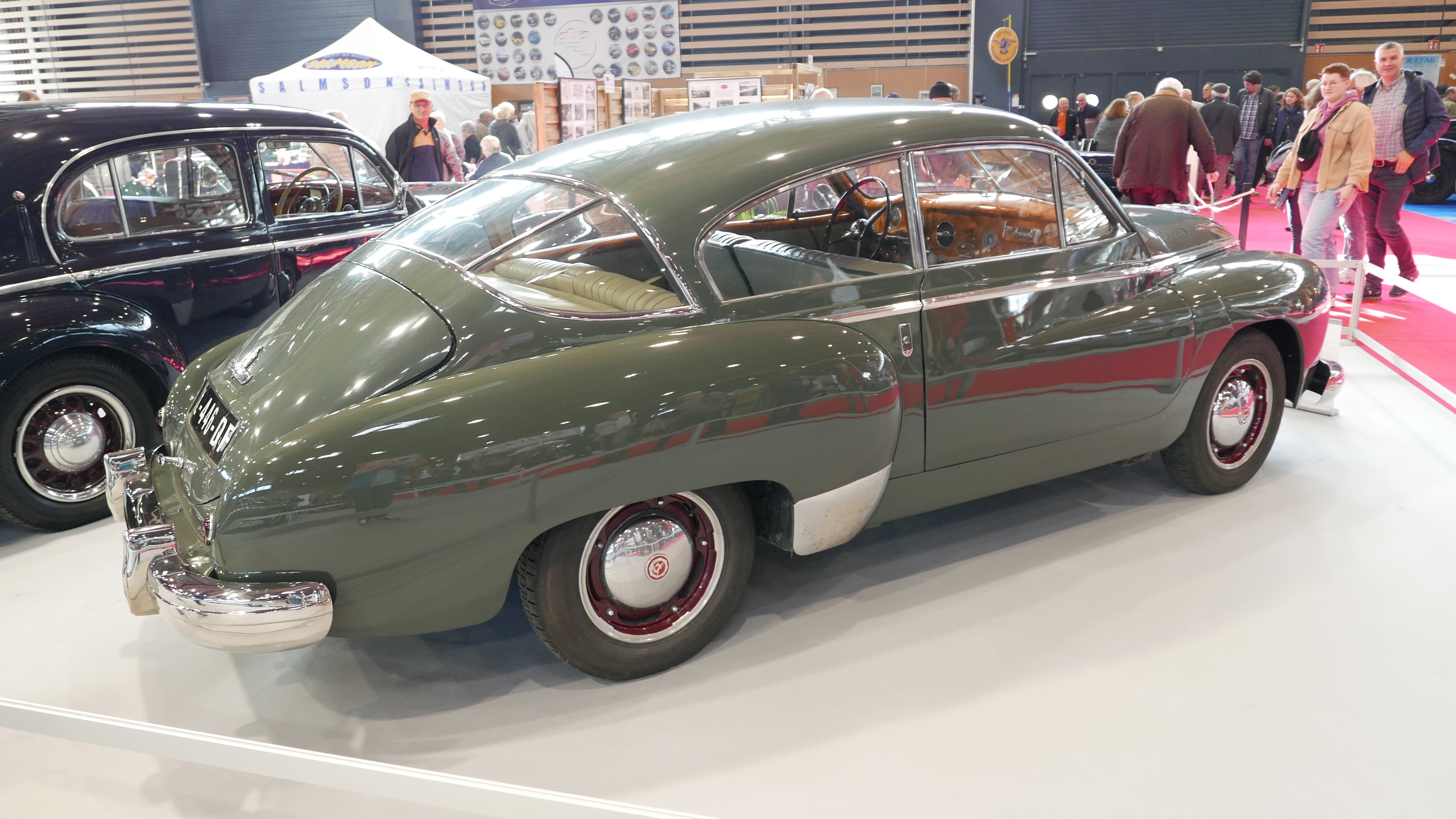
Hotchkiss Grégoire Coupé
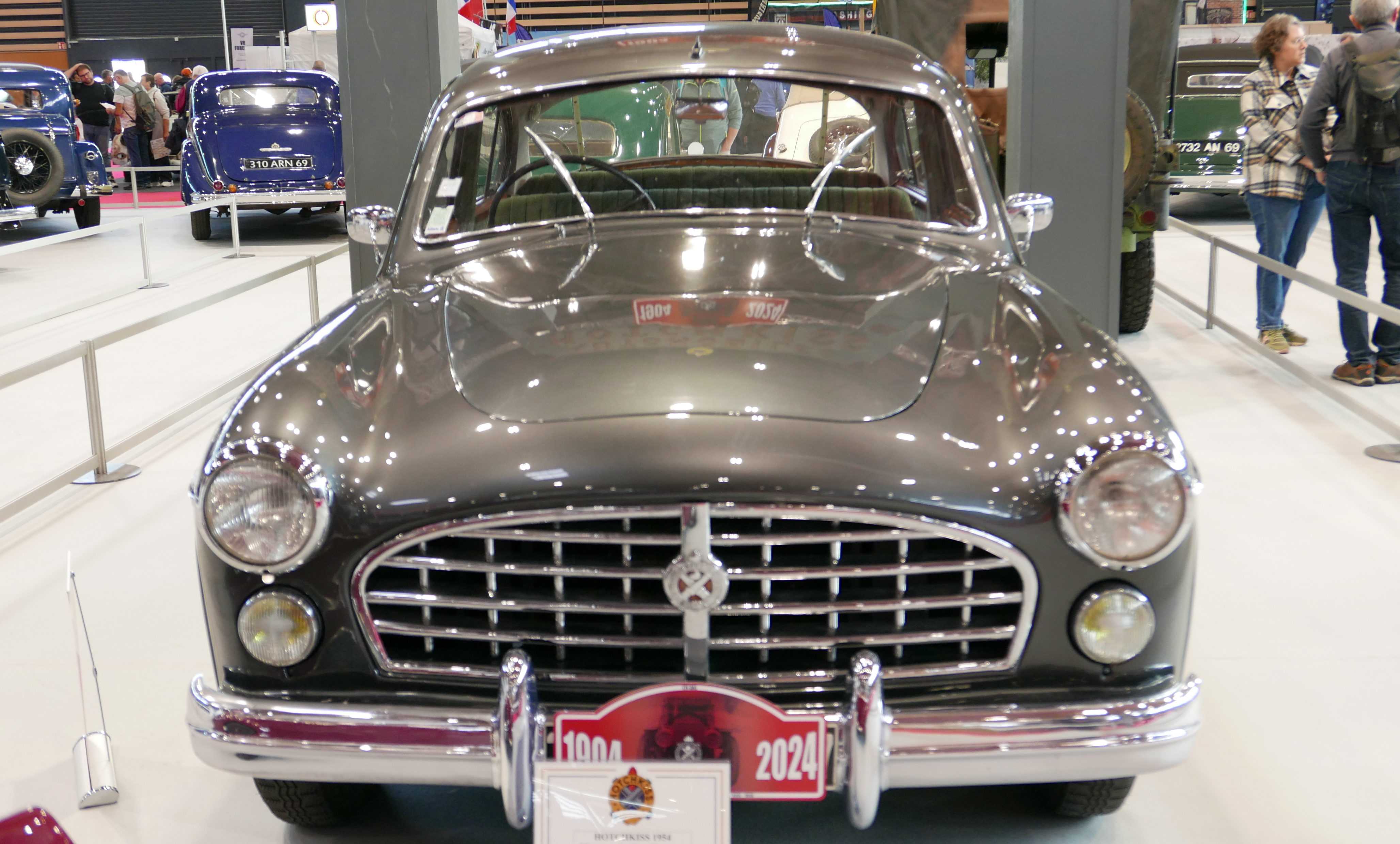
Hotchkiss Monceau